# Bulrush Lake (Northland)
 Bulrush Lake ist ein See im Far North District der Region Northland auf der Nordinsel Neuseelands. Er liegt auf der Aupōuri Peninsula. Das Südwestende des Sees geht in ein Feuchtgebiet über. Der See hat keinen Abfluss.